# Entutorado

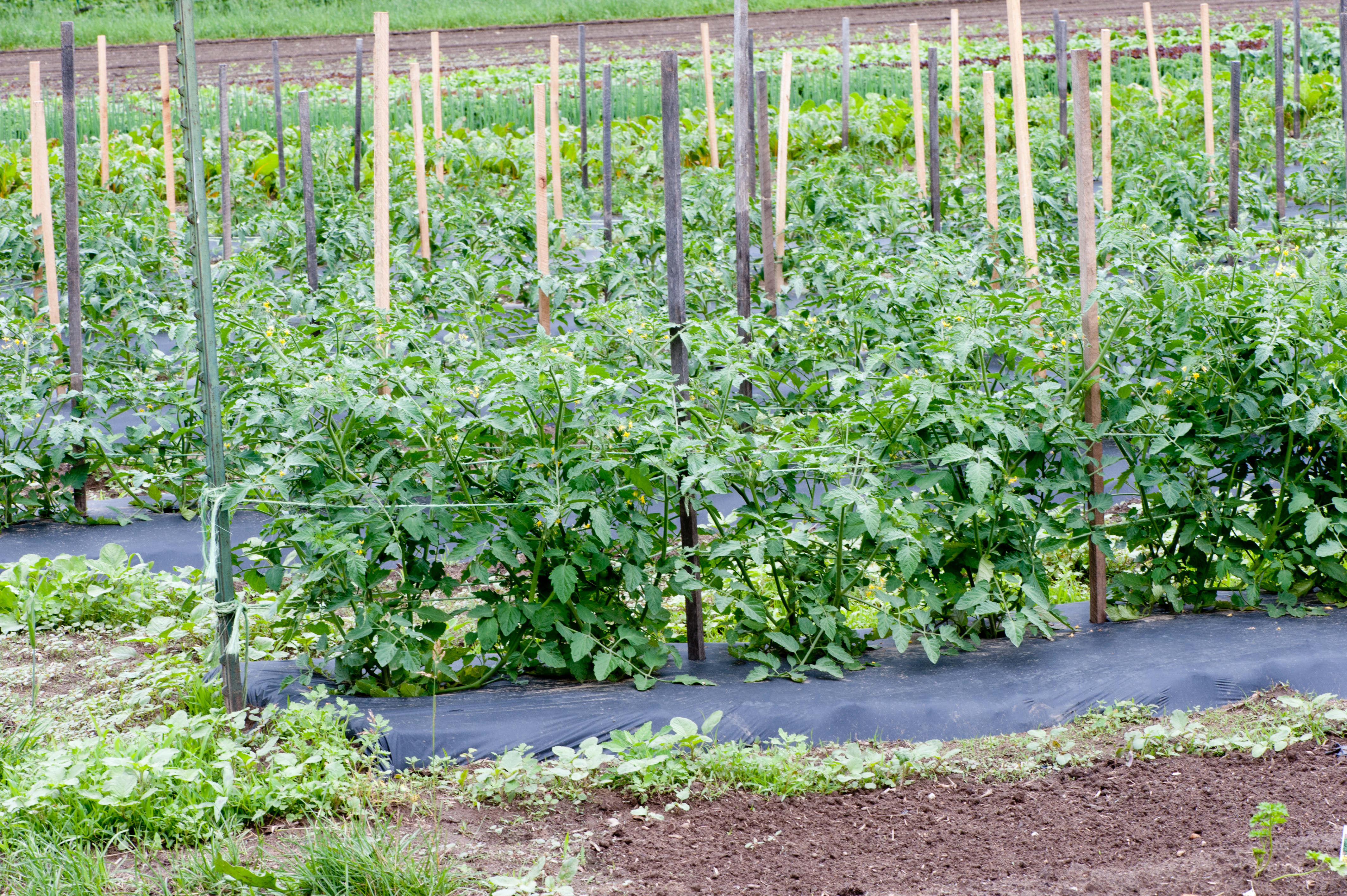
Tomateras entutoradas

El entutorado es un conjunto de técnicas agrícolas destinadas a dar soporte al crecimiento de determinadas plantas o variedades de las mismas. Se trata de crear una estructura, bien para guiar sus tallos, bien para facilitar a la planta el sostén de las flores o frutos.

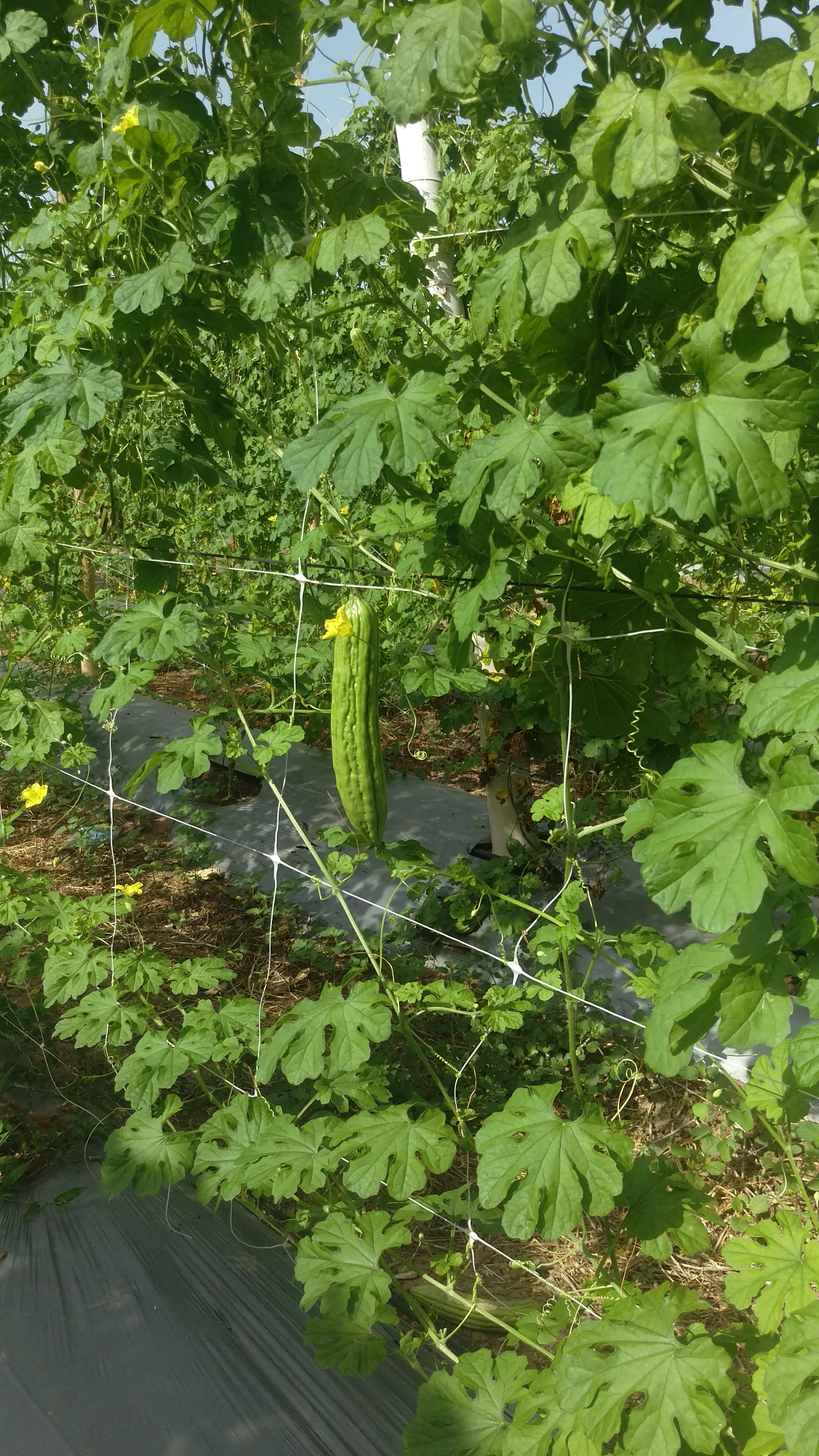
Las cucurbitaceas desarrollan plenamente cuando se usa un sistema de soporte, ya que sus guías buscan solas la forma de erigirse. Un buen sistema de soporte vertical mejora las condiciones fitosanitarias y aumenta la rentabilidad de cada cosecha.

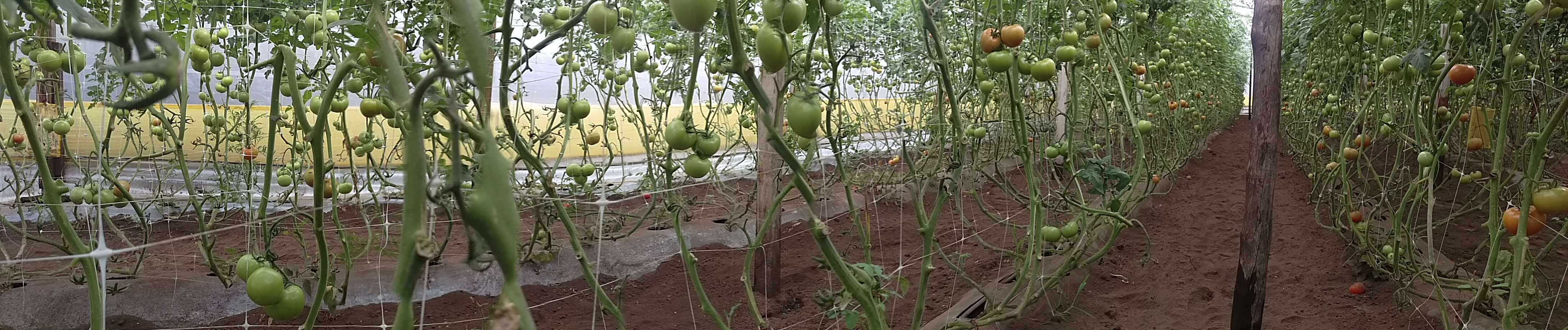
En el caso de cultivos indeterminados de algunas variedades de tomates, pimientos, pepinos o melones se usa la malla para entutorar (o espaldera), guiando la planta hacia arriba (entretejiendo los retoños entre los cuadros o usando clips para el tutoreo).

Dichas técnicas son especialmente útiles en el cultivo de plantas trepadoras. El entutorado es útil tanto en el cultivo de plantas ornamentales como en la horticultura. Algunos ejemplos de plantas ornamentales que frecuentemente son entutoradas son: hiedras, jazmines, rosales trepadores, Ioníceras, glicinas, entre otras. Por otro lado también muchas hortalizas requieren de entutorado para aumentar la circulación del aire entre el follaje, además de levantar la planta evitando que las flores y frutos estén en contacto con el suelo húmedo y así disminuir la incidencia de enfermedades fúngicas debidas a altas concentraciones de humedad, de esta forma también se previene que los frutos al crecer se manchen, y se previene el daño por pisoteo durante las labores. Las tomateras, plantas de melón, calabaza, calabacín, judías, momordica charantia, etc. requieren de un sistema de tutoreo vertical que puede ser hecho con cañas de bambú, palos, o una combinación de rafia agrícola o henequen sujetadas con postes y tensores a finales de cada surco.  Un método que ha surgido a partir de los años 1970 es el entutorado a base de mallas extruidas  con polímeros que son resistentes a los rayos UV y a los agroquímicos que se usan comúnmente en los cultivos comerciales.